# Championnat du Salvador de football 1961-1962
Navigation
Saison précédente Saison suivante
La Primera División 1961-1962 est la douzième édition de la première division salvadorienne.
Lors de ce tournoi, le CD Águila a tenté de conserver son titre de champion du Salvador face aux neuf meilleurs clubs salvadoriens.
Chacun des dix clubs participant était confronté deux fois aux neuf autres équipes.
Seulement une place était qualificative pour la Coupe des champions de la CONCACAF.

## Les 10 clubs participants
| \| San Salvador : Alianza FC CD Atlético Marte CD Águila CD Dragon San Salvador Atlante San Alejo CD Águila CD Dragon Club Deportivo FAS CD Santa Anita CD Juventud Olímpica CD Luis Ángel Firpo San Salvador \ Quequeisque Club Deportivo FAS CD Santa Anita \| Localisation des clubs engagés dans le championnat. |
| San Salvador : Alianza FC CD Atlético Marte CD Águila CD Dragon San Salvador Atlante San Alejo CD Águila CD Dragon Club Deportivo FAS CD Santa Anita CD Juventud Olímpica CD Luis Ángel Firpo San Salvador \ Quequeisque Club Deportivo FAS CD Santa Anita                                                           |

| Club                   | Stade                        | Capacité          | Ville        |
| CD Águila              | Stade Juan Francisco Barraza | 10 000            | San Miguel   |
| Alianza FC             | Stade Cuscatlán              | 45 925            | San Salvador |
| Atlante San Alejo (en) | Stade inconnu                | Capacité inconnue | San Alejo    |
| CD Dragon              | Stade Juan Francisco Barraza | 10 000            | San Miguel   |
| Club Deportivo FAS     | Stade Oscar Quiteño          | 15 000            | Santa Ana    |
| CD Juventud Olímpica   | Stade Ana Mercedez           | 8 000             | Sonsonate    |
| CD Luis Ángel Firpo    | Stade Sergio Torres          | 5 000             | Usulután     |
| CD Atlético Marte      | Stade Cuscatlán              | 45 925            | San Salvador |
| Quequeisque            | Stade inconnu                | Capacité inconnue | Santa Tecla  |
| CD Santa Anita         | Stade inconnu                | Capacité inconnue | Santa Ana    |

## Compétition
Les dix équipes affrontent à deux reprises les neuf autres équipes selon un calendrier tiré aléatoirement.
Le classement est établi sur l'ancien barème de points (victoire à 2 points, match nul à 1, défaite à 0).
Le départage final se fait selon les critères suivants :
- Le nombre de points.
- Un match d'appui pour départager les équipes si le titre ou la relégation est en jeu.
- La différence de buts générale.

### Classement
| Rang | Équipe                 | Pts | J  | G  | N | P  | Bp | Bc | Diff |
| ---- | ---------------------- | --- | -- | -- | - | -- | -- | -- | ---- |
| 1    | Club Deportivo FAS     | 9   | 18 | 15 | 2 | 1  | 21 | 9  | +12  |
| 2    | CD Águila (T)          | 26  | 18 | 11 | 4 | 3  | 35 | 12 | +23  |
| 3    | CD Dragon              | 20  | 18 | 7  | 6 | 5  | 28 | 27 | +1   |
| 4    | Atlante San Alejo (en) | 19  | 18 | 9  | 1 | 8  | 29 | 23 | +6   |
| 5    | Alianza FC             | 18  | 18 | 7  | 4 | 7  | 25 | 30 | -5   |
| 6    | Quequeisque (P)        | 16  | 18 | 6  | 4 | 8  | 21 | 21 | 0    |
| 7    | CD Atlético Marte      | 13  | 18 | 4  | 5 | 9  | 20 | 27 | -7   |
| 8    | CD Juventud Olímpica   | 13  | 18 | 5  | 3 | 10 | 21 | 38 | -17  |
| 9    | CD Luis Ángel Firpo    | 12  | 18 | 4  | 4 | 10 | 11 | 30 | -19  |
| 10   | CD Santa Anita         | 11  | 18 | 4  | 3 | 11 | 15 | 29 | -14  |

| Légende : Qualifications et relégations | Légende : Qualifications et relégations                             |
| --------------------------------------- | ------------------------------------------------------------------- |
|                                         | Coupe des champions de la CONCACAF 1963 (1er Tour de qualification) |
|                                         | Relégué en Segunda División                                         |
|                                         | (T) : Tenant du titre (P) : Promu de la saison 1960-1961            |

## Bilan du tournoi
| Tableau d'Honneur          |                    |
| Compétition                | Vainqueur          |
| Primera División 1961-1962 | Club Deportivo FAS |

| Qualifications continentales 1962-1963 |                    |
| Coupe des champions de la CONCACAF     | Qualifiés          |
| Premier tour de qualification          | Club Deportivo FAS |

| Promotions et relégations   |                         |
| Relégué en Segunda División | CD Santa Anita          |
| Promu de Segunda División   | Telecomunicaciones (en) |